# Idioma gamela
El gamela (o gamella, también llamado Curinsi o Acobu) es una lengua indígena no clasificada y probablemente extinta hablada anteriormente en el estado de Maranhão, en el NE de Brasil.
En 1937, Curt Nimuendajú (1937:68) recopiló una lista corta de su informanete Maria Cafuza, que vivía en Viana (Maranhão)..Kaufman (1994) la lista como no clasificada debido a la corta lista de vocabulrio conocida no permite juzgar la verosimilitud de cualquier parentesco.